# Lieu commun
 (juin 2009).
Si vous disposez d'ouvrages ou d'articles de référence ou si vous connaissez des sites web de qualité traitant du thème abordé ici, merci de compléter l'article en donnant les références utiles à sa vérifiabilité et en les liant à la section « Notes et références ».
Pour les articles homonymes, voir Topos et Poncif.
Un lieu commun est en rhétorique un lieu, c'est-à-dire un type d'argument, un schéma que l'on peut adapter à de nombreuses situations, que l'on dit commun à cause du vaste domaine où il s'applique, ou parce qu'il appartient aux moyens communs, usuels, de défendre une opinion. Ce schéma, comme l'enthymème, repose sur des jugements de valeur communs à l'auditoire.
Dans le langage courant, « lieu commun » est une expression péjorative, qui disqualifie un discours en affirmant qu'il n'est fait que d'idées reçues, qu'il montre l'absence d'originalité de la pensée et surtout d'invention rhétorique. En ce sens, « lieu commun » se remplace aisément, faute de métaphore nouvelle, par les termes poncif ou cliché. Dans un sens encore plus vague, on parle de platitude, de banalité, de truisme ou de lapalissade,.

## «Lieu commun», «cliché» et «poncif»
Les termes « lieu commun », « cliché », « poncif » sont parfois utilisés indifféremment, mais possèdent cependant deux acceptions distinctes. 
Ils peuvent désigner une expression idiomatique stéréotypée, une métaphore passée dans le langage courant dont le sens ne fait pas l'objet d'équivoque bien qu'elle soit imagée. Quelques exemples : pratiquer « la politique de l'autruche », qui fait implicitement référence à la croyance selon laquelle les autruches enfouiraient leurs têtes dans le sable en cas de danger, « tourner la page » après une expérience douloureuse, « avoir le cœur sur la main ». 
A contrario, ils peuvent désigner quelque chose qui n'est pas de nature strictement linguistique, mais plutôt une idée tellement reprise qu'elle a perdu tout éclat, et prégnante dans le langage courant où elle peut recevoir différentes formulations plus ou moins originales. Ce sens est à rapprocher du concept psychologique de stéréotype. Un exemple nous est donné par cette citation de Belle du seigneur d'Albert Cohen: « Avec cette difficulté de trouver du personnel, il faut être reconnaissant de ce que Dieu nous envoie comme domesticité, même si ce n'est pas de premier ordre, [...] ces domestiques n'en font pas d'autres. Enfin, nous sommes à leur merci. » qui illustre le lieu commun du domestique incapable. Gustave Flaubert donne de nombreux autres exemples de lieux communs dans son dictionnaire des idées reçues tels que « Appartement de garçon. Toujours en désordre » ou « Boursiers. Tous voleurs. ». 
Dans son acception courante actuelle, l'expression « lieu commun » a pris un sens péjoratif, en contraste avec la neutralité du sens philosophique premier d'« idée générale ». Les termes « cliché » et « poncif » désignent eux à l'origine des images produites par des techniques de reproduction, et sont donc aujourd'hui presque toujours utilisés métaphoriquement.

## Définition

### Définition linguistique
Le lieu commun opère une transformation sémantique (elle joue sur les images et le sens) de répétition d'éléments (les traits ou sèmes du lieu commun) à l'identique (la qualité d'un lieu commun est sa reproductibilité dans le discours). 

### Définitions
En rhétorique, les lieux communs, ou topoï en grec, sont un fond commun d'idées à la disposition de tous, et dont la valeur persuasive est traditionnellement reconnue parce qu'elles font partie des idées couramment admises par l'auditoire et peuvent ainsi renforcer son adhésion. L'orateur (mais aussi l'auteur d'écrits) peut, et même doit y recourir. Mais il lui faut trouver le moyen de les présenter d'une manière personnelle et appropriée à la situation, en se gardant d'en faire ressortir la seule banalité. Les lieux communs, loin d'être des affirmations méprisables, participent de la technique du discours et aident à l'invention (inventio) et permettaient de désigner les différents arguments universels que développe le rhéteur dans sa démonstration.
Aujourd'hui, dans le langage courant, cette expression a pris le sens péjoratif d'idée reçue. On dira ainsi : « Ce discours est un tissu de lieux communs, aucune invention, rien de personnel ». Au sens péjoratif du terme, une assertion comme « Le risque zéro n'existe pas » est un lieu commun. Le terme est, une fois sortie du domaine rhétorique, venu à désigner des platitudes appelées aussi poncifs, caractéristiques notamment des œuvres littéraires, et que celles-ci participent même à véhiculer dans l'histoire de la langue.
Le cliché est certes proche du lieu commun par sa banalité, mais il présente plutôt des idées ou des scènes et images rebattues non pas dans la conversation courante mais dans des œuvres artistiques. Ainsi, beaucoup de métaphores et comparaisons à force d'usage artistique deviennent des clichés. En ce sens, il dépend beaucoup de l'époque. L'image littéraire des deux amoureux empêchés par leurs parents comme dans Roméo et Juliette était pertinent à l'époque de William Shakespeare, mais son usage dans les romans d'amour suivants a entraîné une désuétude qui l'a recatégorisé en cliché. Le cas des romans de chevalerie et d'amour courtois est exemplaire : littérature d'élite au Moyen Âge et à la Renaissance, ils deviennent « cliché » au XVIIe siècle avec les romans fleuve de madame de Scudéry notamment et sa Carte de Tendre.

### Genres concernés
On retrouve des lieux communs dans tous les genres littéraires : en poésie (le sonnet pour une Dame par exemple, le poète conversant avec la Mort...), au théâtre (un personnage caché sous une table écoutant, une amoureuse transie au haut d'un balcon...) et dans le roman surtout (scènes pastorales comme chez Bernardin de Saint-Pierre ou Jean-Jacques Rousseau, scènes de guerre ressassées, scènes de présentation du personnage principal, Félix Grandet avare, le peuple montré comme une force collective...). La littérature se renouvelle en partie par la reprise, la dégradation ou la ré-actualisation des lieux communs (théorie de l'intertextualité), à travers les parodies par exemple, ou encore les pastiches.

## Historique de la notion
Aristote est le premier à en parler dans sa Topique. Pour lui, les lieux communs sont « les idées les plus générales, celles que l'on pouvait utiliser dans tous les discours, dans tous les écrits ». Néanmoins, Aristote rattache encore beaucoup le concept de lieu commun aux syllogismes rhétoriques qui visent à persuader, a contrario de ceux scientifiques qui sont rigoureux. Pour Aristote et ses successeurs, surtout latins, la topique, ou science des lieux communs, est un magasin où sont recensées toutes ces images rhétoriques dont l'orateur a besoin pour élaborer son discours. Aristote classe ces lieux selon des couples d'antonymes tels : le juste/l'injuste, le possible/l'impossible, le plus/le moins, etc. Dans la Rhétorique, il assigne à ces lieux (ou topoï) des effets comme l'amplification ou encore l'accusation :

« [...] il est nécessaire à tous les orateurs d'employer, dans leurs discours, en outre (des arguments spéciaux), ceux qui reposent sur le possible et l'impossible ; et ils ont à tâche de montrer: les uns, que la chose en question aura lieu, les autres, qu'elle a eu lieu. Ce n'est pas tout : la question d'importance est un lieu commun à tous les genres de discours ; car tout le monde emploie des arguments qui tendent soit à diminuer, soit à grandir l'importance d'un fait, soit que l'on conseille, qu'on fasse un éloge ou qu'on blâme, qu'on accuse ou qu'on présente une défense. [...] Parmi les lieux communs, celui qui sert à l'amplification est, nous l'avons dit, celui qui convient le mieux aux discours démonstratifs ; le fait accompli, aux discours judiciaires car c'est sur ces sortes de faits que porte le jugement; enfin, le possible et le futur aux discours délibératifs »

— Aristote, Rhétorique, Livre II, chapitre XVIII : des traits communs à tous les genres de discours, III
Autrement dit, les lieux communs sont en quelque sorte les bases d'entente entre interlocuteurs, nécessaires aux dépassements des tensions, contradictions et conflits que l'argumentation peut apporter.
Dans la Rome Antique, le lieu commun désignait le moment du discours où l'orateur, après avoir évoqué un cas singulier, passait au cas général, atteignant ainsi l'universalité (voir Cicéron). Pour Quintilien, ils sont les phases d'un plaidoyer; leur enchaînement est un modèle de discours. À la Renaissance, le lieu commun est une sorte de table de mémoire où tout humaniste consigne thématiquement toutes les citations remarquables venant de ses lectures, d'où le sens moderne d'images trop utilisées et devenue désuète.
Les lieux communs ont donné lieu à une intense et continuelle polémique. Pour Jacques Ellul, « disons que les lieux communs sont l'expression d'une idéologie, et peuvent être utile pour la discerner. [...] catalogue des illusions collectives, représentations inconsciemment faussées des autres, des adversaires, aussi bien qu'exaltation inconsciemment valorisée des idéaux que l'on prétend avoir. [...] Croyances collectives, reposant sur des présuppositions admises sans discussion, sans contestations possibles. Le lieu commun est vraiment commun parce qu'il ne supporte aucune discussion de base. [...] On le cite rarement, mais il est constamment présent, il est derrière les réflexions et les discours, il est derrière les conversations ». Dans la formulation de Marc Angenot, La parole pamphlétaire. Typologie des discours modernes (Paris: Payot, 1982), à la fois synthèse et application d'un retour à la conception aristotélicienne du topos, un topos serait « toute proposition première, irréductible logiquement à une autre, présupposée dans un énoncé persuasif ». Francis Goyet lui y voit davantage une source de créativité et d'originalité, tout discours artistique se fondant sur des prérequis topiques. Pour Georges Molinié, c'est « la base essentielle des preuves techniques de l'argumentation et la matière de l'invention ». 

### Figures proches
- Figure « mère » : image, trope
- Figures « filles » :  aucune

- Paronymes :
- Synonymes : cliché, topos (topoï au pluriel), stéréotype (acception plus psychologique et sociologique), poncif.